# Пасьянс Дабані
Пасьянс Дабані (псевдонім, ім'я при народженні — Марі Жозефін Нкама) (фр. Patience Dabany; фр. Marie Josephine Nkama) також відома як Жозефін Бонго; нар. 22 січня 1944, Браззавілі, Республіка Конго) — габонська співачка і барабанщиця, в минулому — перша леді Республіки Габон.

## Життєпис
Батьки Дабані були вихідцями з народності батеці у Верхньому Огове на південному сході Габона.
Дабані виросла в музичній сім'ї та рано почала співати під акомпанемент акордеона батька, а її брат грав на гітарі. Звідти її шлях привів до церковного хору у Браззавілі та до традиційних пісенних виступів. Її мати була традиційною співачкою.
У 1958 році познайомилася з Альбером Бернаром Бонго, молодим студентом з Габона, який у 1967 році став президентом Габона, а в 1973 році, прийнявши іслам, змінив ім'я на Омар. 31 жовтня 1959 року у 15-річному віці одружилася з ним.
У 1986 році вона та Омар Бонго розлучилися.
Марі Жозефіна Нкама розпочала кар'єру як професійний музикант-виконавець. Її новим сценічним ім'ям стало Пасьянс Дабані.
У Пасьянс Дабані народився син Алі Бонго Ондімба, президент Габона (2009–2023), а також донька Альбертін-Аміса Бонго (1964–1993).
У грудні 2023 року генеральний прокурор Лібревіля оголосив про судове провадження за «образливі зауваження» після образливих зауважень Пейшенса Дабані на адресу президента переходу Бріса Олігуі Клотера Нгуема.